# Громады
Громады (укр. грома́да — общество, мир, община) — полулегальные либеральные культурно-просветительские организации украинской интеллигенции, стоявшей на позициях пробуждения национального духа народа. Существовали в 1860—1890-х гг. в Петербурге, Киеве, Харькове, Полтаве, Чернигове и других городах.
Издавали литературу на украинском языке, организовывали воскресные школы, собирали фольклор и т. п.
Первые товарищества «Громады» как национально-культурные центры украинской интеллигенции возникли в Киеве и Петербурге ещё в 50-х годах XIX века. Их основателями и первыми членами стали известные деятели украинской культуры Н. Костомаров, П. Кулиш, П. Чубинский, В. Антонович, М. Драгоманов, Н. Лысенко, М. Старицкий и другие. Одним из активных членов «Громад» тех времен был Т. Шевченко. Одновременно возникают «Громады» в Харькове, Одессе, Полтаве, Чернигове и других городах Украины. «Громады» возникают по всей территории Украины. Из территории Российской империи идею «Громад» подхватывают в Галичине и Буковине, тут такие организации возникают в Тернополе, Львове, Стрые, Черновцах, Самборе, Дрогобыче. Осознавая себя единым народом по обе стороны границы двух империй громадовцы из Одессы, Киева и других городов ездят в Западную Украину и материально поддерживают существующую тут украинскую прессу и организации.

## История
Либерализация общественной жизни в Российской империи в середине XIX в., ставшая предвестником будущих реформ и модернизации, одновременно способствовала оживлению национального движения. Вернувшись в конце 1850-х гг. из ссылки, лидеры Кирилло-Мефодиевского братства поселились на постоянное проживание в столице Российской империи — Санкт-Петербурге. В 1859 году создали в Петербурге первую украинскую общину — культурно-образовательную организацию, которая имела целью способствовать развитию народного образования, свободе литературного слова, распространению национальной идеи, формированию национального сознания. Именно на этих идеях базировался первый в империи украинский журнал «Основа», вокруг которого группировались уже известные деятели национального движения Н. Костомаров (написание монографических исследований и приведение в порядок сборников документальных источников по истории Украины), В. Белозерский (издание публицистического и литературно-художественного украиноведческого журнала «Основа» на украинском и русском языках), П. Кулиш (основание типографии для издания украинских книг), Т. Шевченко и другие члены движения.
Поддерживая национальное возрождение, активную деятельность проявляет интеллигенция. Возникают общины в Харькове, Полтаве, Чернигове, Одессе. Центром национально-культурной работы в 70-90-х годах XIX века стала Киевская — так называемая «Старая громада», образовавшаяся на основе тайного кружка «хлопоманов». Её лидерами были представители новой волны украинской интеллигенции — В. Антонович, Ф. Рыльский, А. Свидницкий, П. Житецкий. Входили также научные и культурные деятели: М. Драгоманов, К. Михальчук, Н. Зибер, Ф. Вовк, П. Чубинский, Л. Ильницкий, А. Конисский, Н. Лысенко, М. Старицкий, П. Косач, С. Подолинский, А. Русов, М. Левченко, Н. Ковалевский, В. Рубинштейн, Я. Шульгин, С. Левицкий, И. Нечуй-Левицкий, Е. Тригубов, В. Науменко, И. Рудченко (Билык), Ф. Панченко и другие (около 70 членов).